# Máscara (canção)
"Máscara" é o primeiro single do álbum de estúdio Admirável Chip Novo (2003), da cantora brasileira de rock Pitty. A música ganhou um videoclipe e uma faixa multimídia e virou trilha sonora, sendo uma das músicas mais conhecidas do repertório da cantora.

## A música
A música defende a ideia de que as pessoas devem ser elas mesmas, sem se importar com o julgamento da sociedade, mesmo que isso seja considerado estranho ou bizarro. Parar de ser esconder por trás de uma máscara só pelo fato de você ser diferente. A música ganhou uma faixa de multimídia no álbum e virou trilha sonora da novela Senhora do Destino. Seja você, mesmo que seja bizarro, diz a letra. Pitty escreveu essa música ainda na época em que integrava a banda Inkoma.

## Videoclipe
O videoclipe da música "Máscara" mostra Pitty e sua banda tocando em um tipo de galpão. Juízes de preto julgam eles. Enquanto isso, um homem vestido de pai-de-santo apresenta "raridades" em uma gaiola, como: gêmeas vestidas de anjo, um velho vestido de mulher, entre outros. O videoclipe da canção rendeu duas indicações ao VMB da MTV Brasil em 2003, nas categorias Votos da Audiência e Artista Revelação.

## Prêmios e indicações
| Ano  | Prêmio                 | Categoria          | Resultado |
| ---- | ---------------------- | ------------------ | --------- |
| 2003 | MTV Video Music Brasil | Artista Revelação  | Indicado  |
| 2003 | MTV Video Music Brasil | Votos da Audiência | Indicado  |